# Office of Scientific Research and Development
Das Office of Scientific Research and Development (OSRD; deutsch „Amt für wissenschaftliche Forschung und Entwicklung“) war eine Behörde der US-amerikanischen Regierung zur Koordinierung der Forschung zu militärischen Zwecken während des Zweiten Weltkrieges und ging aus dem National Defense Research Committee (NDRC) hervor.
Der Direktor des OSRD Vannevar Bush war direkt Präsident Franklin D. Roosevelt unterstellt. Am 28. Juni 1941 nahm das OSRD offiziell die Arbeit auf und stellte sie im Dezember 1947 wieder ein.

## Forschung
Die Forschung umfasste Projekte zur Untersuchung von neuen und genaueren Bomben, zuverlässigen Zündern, Lenkflugkörpern, Radar- und Frühwarnsystemen, leichteren und genaueren Handwaffen, wirksameren medizinischen Behandlungen. Die S-1-Sektion war das geheimste Projekt und wurde später zum Manhattan-Projekt, bei dem die ersten Atomwaffen entwickelt wurden.

### Menschenexperimente
Von Oktober 1943 bis Oktober 1946 dienten Kriegsdienstverweigerer als Untersuchungsobjekte zu Malaria, Höhendruck, Rationen für Rettungsinseln, Erfrierungen, Psychoakustik, Giftgas, Aufnahme von und Kontakt mit Meerwasser, Temperaturextremen und anderen extremen Bedingungen.